# Damias shawmayeri
Damias shawmayeri là một loài bướm đêm thuộc phân họ Arctiinae, họ Erebidae.